# Enlil
Enlil of Ellil was de stadsgod van Nippur en hoofdgod van Sumer. Samen met zijn broer (soms ook zijn vader) en voorganger Enki was Enlil afstammeling van de oudere oppergod Anu, de Hemelstier. In sommige tradities werd het koppel Enki en Ninki echter ook als ouders van Enlil gezien. Enlil werd ten koste van zijn broer Enki hoofdgod.

## Naam
Rond de naam Enlil zijn vele betekenissen gegeven. De eerste die betekenis aan zijn naam gaf was Nötscher, hij zei dat Enlil 'Heer van de wind betekent'. Dat is dan ook de klassieke interpretatie. Maar er zijn verschillende interpretaties, Jacobsen zei dat Enlil eerder 'levensgeest' betekende en Steinkeller dacht eerder aan behekst huis. 
Enlil had vele epitheta zoals Helderogige Berg, Heer Lucht. Naast epitheta had Enlil ook een aanzienlijk aantal alternatieve namen zoals Kúrgal.
'En' betekent Grote Heer of Lord. Zo is En'ki de Grote Heer van de aarde. 'Lil' betekent lucht, adem, psyche, ziel maar de diepere beeldspraak is infeite een verwijzing naar de 'divine spirit', 'de goddelijke geest van de mens'. De geest die zweeft tussen hemel en aarde en net daarom was zijn dierenteken een vogel. Deze heilige geest van de mens was ongrijpbaar net zoals de lucht en wind. Net daarom wordt Enlil ook geassocieerd met de donder en een windvlaag. Volgens de Neo-Babyloniërs was het leven ontstaan uit de Zee, een Karper afgebeeld met opengesperde mond op het hoofd van god Oannes. Nadien volgden de wilde dieren zoals Gilgamesj/Bilgamĕs epos beschrijft. 
Enlil had maar liefst 50 namen. Mar'du'ku [Zoon' van de Berg'Heilig] of Marduk had er 10 maar toen hij opklom in godenladder kreeg hij ook 50 namen. Maar 'lil' van naam Enlil staat ook voor het getal 50. Vergelijkbaar met Latijnse letters die ook een cijfer kunnen betekenen. Opmerkelijk is dat het standbeeld van Enlil zowel in Nippur als Athene een "Gouden Tong" had.

## Enlil en Ninlil
Een bekende tekst waar Enlil in voorkwam is de tekst 'Enlil en Ninlil'. Daarin is te lezen hoe Enlil Ninlil zwanger maakte van de goden Suen, Nergal, Ninazu en Enbilulu..
'En' betekent (Grote) Heer of Here. Zie Enki (En'Ki ) betekent Grote Heer van de Aarde. En was ook de titel van priesters en priesteressen. De zoon van Enlil was Nin'Urta. De zuster van En'Lil was Nin'Hursag, moedergodin.
'Nin' is het Sumerische woord voor vrouw/godin. Maar ook bij mannelijke goden kan hun naam beginnen met 'Nin'. Ninazu is god Leverbeschouwer. Ninmah betekent 'Verheven Vrouw', vroedvrouw en vormster van foetussen.

## Stadsgod van Nippur
Zijn tempel in Nippur werd "Huis van de Berg" genoemd, ofschoon slechts 600 m boven de zeespiegel gelegen.
Zonder Enlil, de Grote Berg
zou geen stad gebouwd, geen fundament gelegd
geen stal gebouwd, geen schaapskudde gevormd
geen koning verheven en geen hogepriester geboren worden
Op een kleitablet is te lezen:
In een gouden eeuw, zonder slangen, zonder schorpioenen… toen de mens nog geen vijand had, konden alle mensen in dezelfde taal spreken met hun god Enlil.
en
U bent de Heer, goede Heer, van de graanschuur, die gerst doet ontspruiten en wijnranken…
Lofdichten bezingen niet alleen zijn macht inzake landbouw en vruchtbaarheid maar ook over de maatschappelijke orde.
Enlil was de bron van de wetgeving. Hij was degene die de kroon op het hoofd van de koning zette .

## Teloorgang
Hij werd later in belang verdrongen door de god Marduk door toedoen van Nebukadnezar I. Hij bracht het standbeeld van Marduk terug naar Babylonië. Men dacht dat de god effectief leefde in het standbeeld. Toen het standbeeld gestolen was door de Elamieten dacht men dat Marduk Babylon had verlaten. Nebukadnezar I bracht het standbeeld terug zo rond de twaalfde eeuw voor onze jaartelling. De Babyloniërs dachten dus dat Marduk persoonlijk was teruggekeerd. De Babyloniërs waren dermate onder de indruk dat ze de god steeds meer in hun religieuze teksten lieten voorkomen. Een voorbeeld van zo een tekst is het Enuma Eliš. Marduk verstootte geleidelijk aan Enlil van het schouwtoneel. Enlil bleef waarschijnlijk wel aanbeden worden maar niet meer als oppergod van het Pantheon.